# Макаренко, Александр Михайлович (дипломат)
Алекса́ндр Миха́йлович Мака́ренко (род. 28 августа 1949) — российский дипломат. Чрезвычайный и полномочный посол (2002).

## Биография
Окончил МГИМО МИД СССР (1972). Владеет английским и французским языками.
На дипломатической работе с 1972 года.
- В 1988—1989 годах — советник Управления стран Африки МИД СССР.
- В 1990—1993 годах — советник-посланник Посольства СССР (с 1991 — России) в Гвинее.
- В 1993—1994 годах — заместитель, первый заместитель начальника управления Департамента Африки и Ближнего Востока МИД России.
- В 1994—1997 годах. — первый заместитель директора Департамента Африки МИД России.
- С 16 мая 1997 по 4 июня 2001 года — чрезвычайный и полномочный посол Российской Федерации на Мадагаскаре и Коморских островах по совместительству[1][2].
- С июня 2001 по декабрь 2010 года — директор Департамента Африки МИД Российской Федерации.
- С 23 декабря 2010 по 4 мая 2018 года — чрезвычайный и полномочный посол Российской Федерации в Кении и постоянный представитель при международных организациях в Найроби по совместительству[3][4].

## Награды
- Знак отличия «За безупречную службу» XXX лет (24 декабря 2007) — За большой вклад в реализацию внешнеполитического курса Российской Федерации и многолетнюю добросовестную дипломатическую службу[5].

## Дипломатический ранг
- Чрезвычайный и полномочный посланник 1 класса (19 января 1995)[6].
- Чрезвычайный и полномочный посол (18 февраля 2002)[7].

## Семья
Женат, имеет двоих детей.